# Ramon-Antoni de Banyuls i de Bellissèn
Ramon-Antoni de Banyuls i de Bellissèn, cinquè marquès de Montferrer, nat el 19 de setembre del 1747 al Castell de Nyer i mort el 20 d'abril del 1829 a Perpinyà (Rosselló), fou un aristòcrata i militar nord-català de ciutadania francesa.
Després d'una carrera militar en la qual va atènyer el grau de capità de cavalleria en el Regiment d'Anjou, fou diputat als Estats generals del 1789, on es va arrenglerar entre els conservadors. Va emigrar el 1791, i combaté amb l'exèrcit contrarevolucionari. Va esdevenir lloctinent a l'exèrcit de Condé i després passà al servei d'Espanya, on va acabar com a lloctinent-coronel, abans de retornar a França el 1807.

## Nom i títols
Ramon-Antoni-Joan-Baptista-Josep-Francesc de Paula-Camo de Banyuls i de Bellissèn, cinquè marquès de Montferrer (1801), baró de Nyer, senyor de Ral, Odelló i Leca

 Ramon VIII de Montferrer

 Cavaller de Montferrer

## Biografia

### Carrera militar

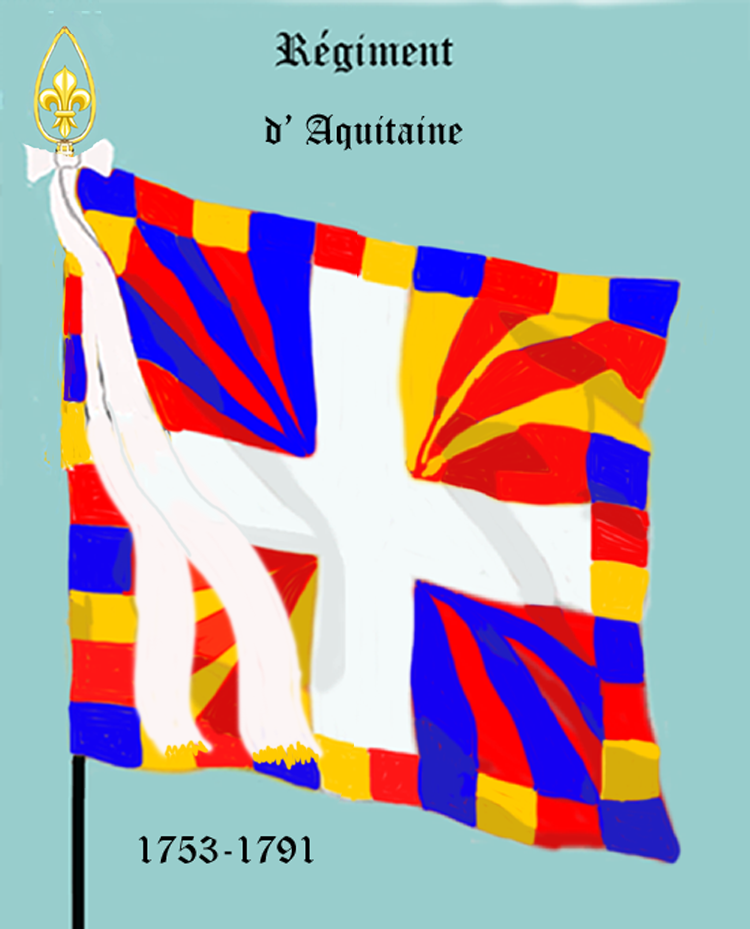
Regiment d'Aquitània

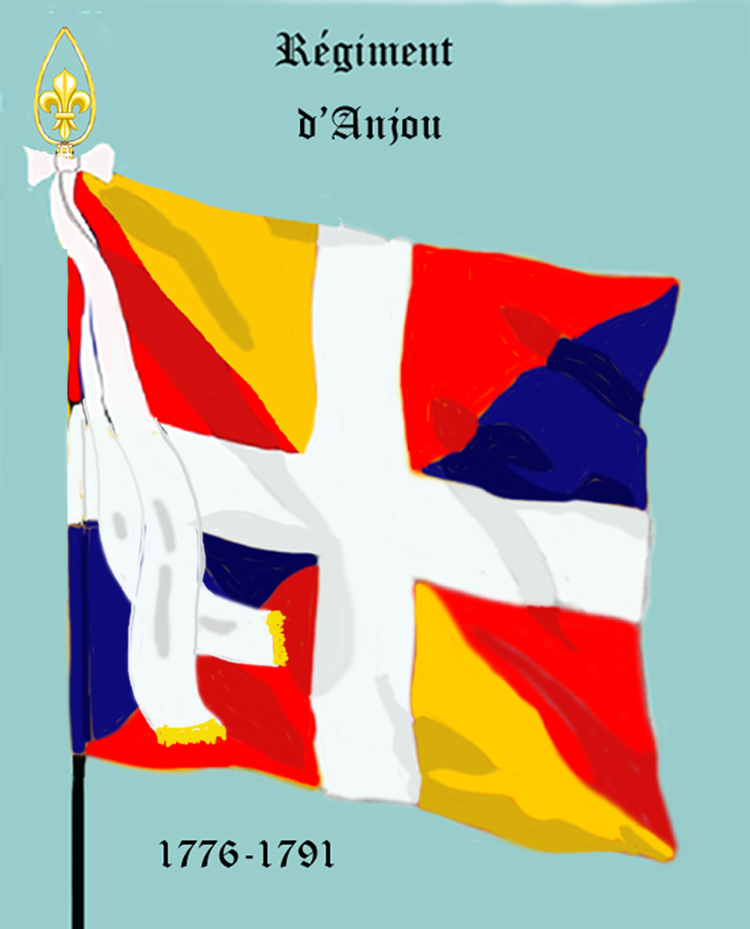
Regiment d'Anjou

Ramon de Banyuls ingressà el 1767 com a cadet gentilhome en el Regiment d'Aquitània. Hi va esdevenir sots-lloctinent l'1 de gener del 1768.

El 1769, participà en la campanya de l'illa de Còrsega, destacant a la batalla de Ponte-Novo. Va rebre una recompensa de 800 lliures l'1 de juliol del 1769, després d'aquesta campanya victoriosa.

Va esdevenir successivament sotsaidemajor l'1 de setembre del 1773 i lloctinent l'1 de setembre del 1775. Passà a capità del Regiment d'Anjou d'infanteria de línia el 28 de febrer del 1778.

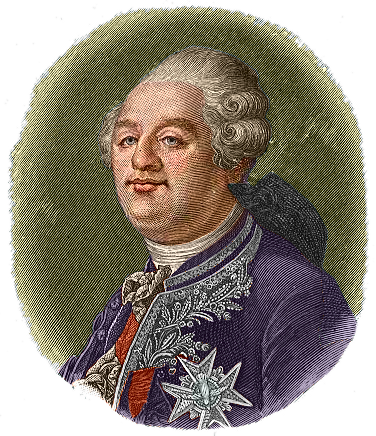
Lluís XVI de França

El 19 de març del 1782, fou presentat al Rei.

### Carrera de contrarevolucionari
Fou elegit diputat dels Estats generals del 1789 per la Vegueria del Rosselló i del Vallespir com a representant de la Noblesa dels comtats de Rosselló, Conflent i Cerdanta, amb el seu amic Miquel de Coma-Serra. Tots dos es van asseure a la dreta, tossudament refractaris a les idees progressistes.

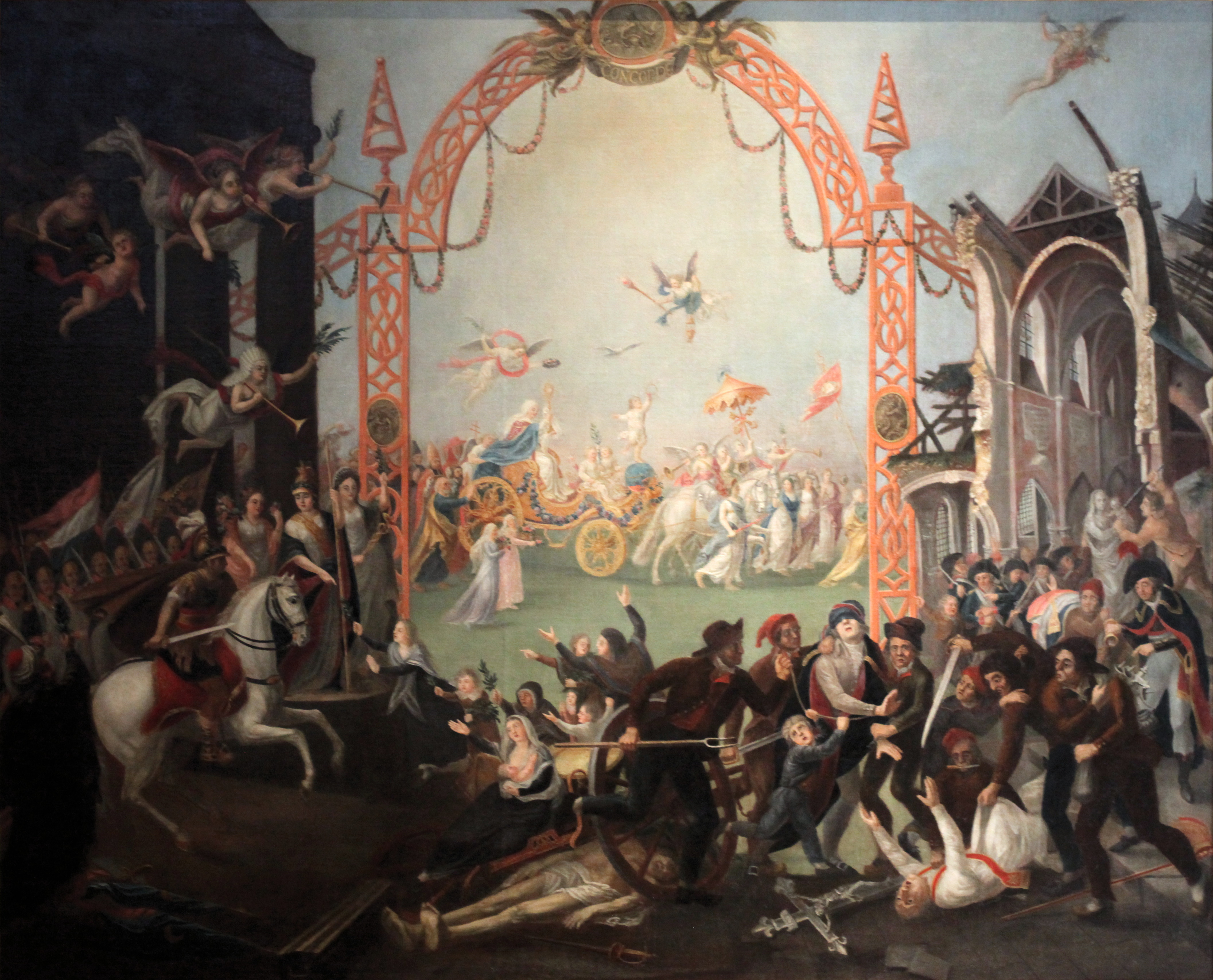
Al·legoria contrarevolucionària. 1799-1800. Museu de la Revolució francesa

Protestaren contra la reunió dels tres braços amb la carta següent:

« Nosaltres, diputats de la noblesa de les Vegueries de Rosselló, Conflent i Cerdanya, sotasignats, creiem que és el nostre deure dir que segons la carta del nostre mandat que ens obliga a votar pel nostre braç, i ens ha ordenat sobretot de restar-hi units protestant, declarem que ens privarem de tot vot delibératiu en tot allò que sigui contrari al nostre mandat, i hem fet conèixer als del nostre braç l'estat actual de les coses, els quals hauran pres en consideració la declaració del rei. En conseqüència, tot esperant instruccions posteriors, protestem contra qualsevol deliberació que pugui ser presa en aquesta Assemblea, i en demanem acta.
«Fet a Versalles, a la Cambra del braç de la noblesa, el dimarts 30 de juny del 1789. Signat: Comaserra, Banyuls de Montferrer.»
Nota: «Aquesta protesta no és més que provisional; es presentarà aviat l'ocasió de fer-ne una altra de més extensa.»
Votaren contra el vot individual i contra l'abolició dels privilegis abans de tornar-se a unir, finalment, tot i que a contracor, a l'Assemblée Nationale Constituante.

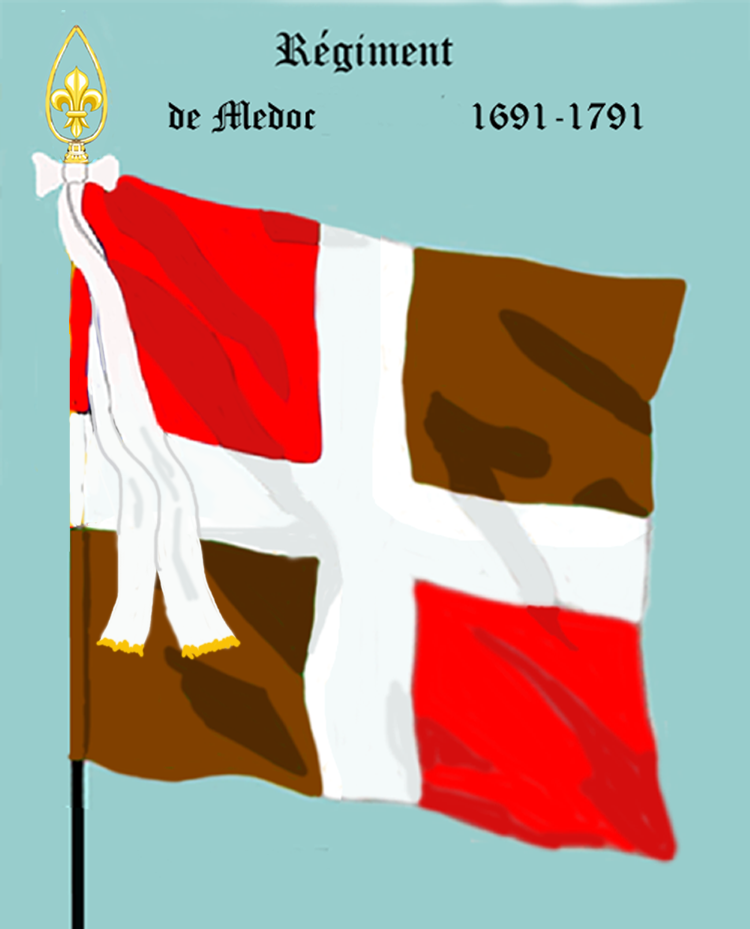
Regiment del Médoc

Tots dos crearen a Perpinyà Les Amis de la paix, associació de contrarevolucionaris, oposant-se, per les seves idees a l'associació revolucionària Les Amis de la Constitució. El 1790 va esclatar una trifulca que va implicar les dues associacions a propòsit de la Constitució civil del clergat. Ramon-Antoni de Banyuls de Montferrer i Miquel de Coma-serra van destacar en el conflicte, i els patriotes els van anar a cercar a casa seva i els van emmenar al département. Per respecte a llur inviolabilitat foren deixats en llibertat i acompanyats amb calma a casa seva per sis administradors. El 21 de desembre del 1790, Muguet va retre comptes d'aquests fets a l'Assemblea Constituent.
Ramon-Antoni de Banyuls de Montferrer emigrà tot seguit a Espanya el 29 de juny del 1791, després passà a l'exèrcit de Condé, on serví a la companyia del Regiment de Médoc, i va fer les campanyes del 1792 i 1793 a Alemanya. En tant que fill gran del marquès de Montferrer, portà en aquesta època el títol de comte de Montferrer.
Després de l'execució de Lluís XVI el 21 de gener del 1793, Manuel Godoy, l'home fort del govern espanyol, signa amb el Regne de la Gran Bretanya l'adhesió a la Primera Coalició contra la República Francesa, per tal de recuperar la part dels Països Catalans (Rosselló, Conflent i Cerdanya), esdevinguda francesa a partir del Tractat dels Pirineus, el 1659.
Ramon-Antoni de Banyuls de Montferrer, hereu d'una família important a tot el Rosselló des de l'Edat Mitjana i, sobretot, diputat del Rosselló, deixa aleshores l'exèrcit de Condé, a Alemanya per tal d'unir-se a Espanya a l'Exèrcit dels emigrats, la Légion du comte de Panetier, que va crear el 1793 el seu amic Louis-Marie de Panetier, com ell diputat de la noblesa en els Estats Generals, molt oposat als revolucionaris i emigrat el 1791. Malauradament, Louis-Marie de Panetier morí el gener del 1794. Ramon-Antoni de Montferrer s'integrà, tanmateix, a la seva unitat quan aquesta era comandada pel general Santa-Clara en els quarters d'hivern a PortVendres.
Durant la seva absència, el 26 de febrer i el 2 de març del 1794 fou votada per la Convenció nacional la Confiscació i la distribució dels béns dels emigrats. Nyer, Porcinyans, les Graus, Montferrer, Ral, Odelló, Leca, les forges de Toès i Fórnols foren dividides en lots i venudes com a béns nacionals.
El maig del 1794, va defensar Portvendres amb la Légion Panetier, abans de ser evacuat per mar amb els seus companys per tal d'evitar que fossin fets presoners i guillotinats. Amb els escapats de les companyies del Royal-Provence supervivents del setge de Toló i del Royal-Roussillon, fou incorporat a la Legió de la Reina, on fou lloctinent primer amb rang de capità per decret del 27 de juny del 1794.

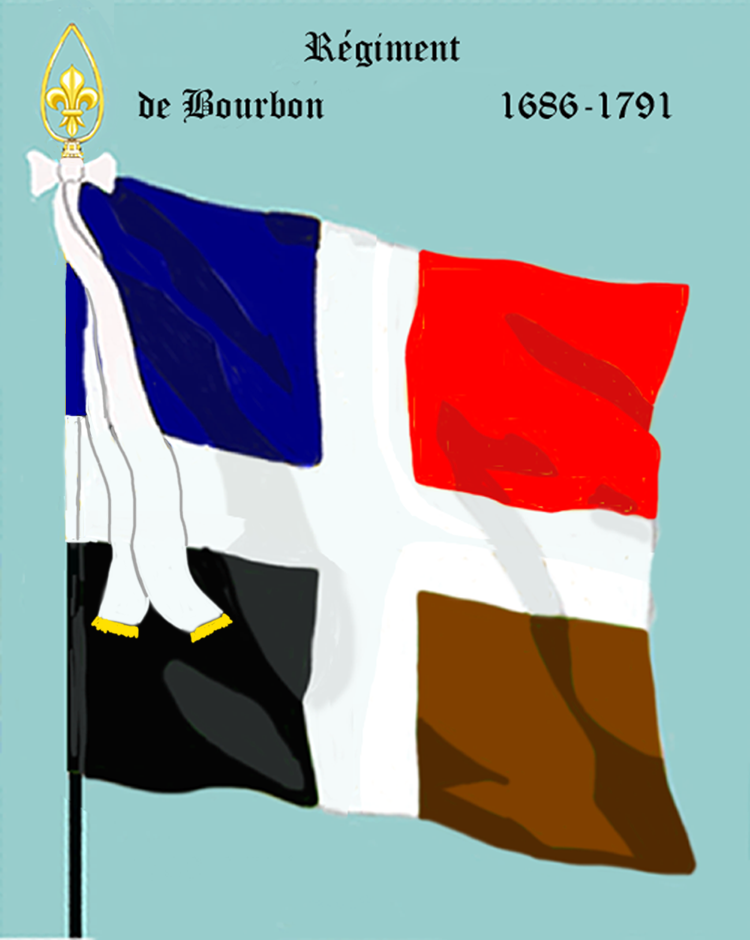
Regiment de Bourbon

Es baté a Zamora el 5 de gener del 1796, i després s'integrà amb la seva unitat en el Regiment de Bourbon de l'exèrcit dels emigrats. Estigué de guarnició a Ciudad Rodrigo el 1797, i després a Mallorca el 1798.
El 1801 va esdevenir el cinquè 'marquès de Montferrer a la mort del seu pare.
Tornà a França el 1807 i reclamà la restitució dels béns de la Casa de Banyuls de Montferrer no venuts. Recobrà la possessió dels boscs de Nyer el 12 de maig del 1809.
El seu col·lega diputat Michel de Coma-Serra morí el 1813; li deixà l'usdefruit de l'antiga casa Serra, situada en el carrer de Fontfreda a Perpinyà, i declarà, a més, tenir la mes completa confiança en ell, de cara a l'execució de liberalitats piadoses.
Fou nomenat Cavaller de l'Orde de Saint-Louis el 7 de març del 1815. Lluís XVIII li conferí el grau de lloctinent-coronel el 16 de març del 1816, al mateix temps que passava a la reserva.

### Final de la carrera, Restauració
Va dedicar tot el seu temps, aleshores, en un seguit de procediments judicials per tal de recuperar els feus de la seva família que li havien estat confiscats i venuts com a béns nacionals.

Obtingué la restitució dels drets d'ús dels boscs de Toès i de Ral el 22 de febrer del 1817.

Va ser forçat a vendre, després d'un procés, les muntanyes de Nyer el 1819.

Morí a Perpinyà el 20 d'abril del 1829, a l'edat de 81 anys, al carrer de Fontfreda de Perpinyà, a la casa del seu amic Miquel de Coma-serra.

Era la fi de deu segles d'implantació de la família de Banyuls a la Catalunya del Nord.

### Ordes i condecoracions
- Cavaller de l'Ordre royal et militaire de Saint-Louis.

## Família

Armes de la família de Banyuls de Montferrer

### Orígens
Era l'hereu de Josep de Banyuls de Montferrer, quart marquès de Montferrer (1723-1801) i de Jacquette de Bellissen (1728-1789).

El gran de 16 germans i germanes (dels quals 10 van assolir l'edat adulta).

Va ser el padrí del seu germà Josep de Banyuls.

Fou el cinquè marquès de Montferrer a la mort del seu pare el 1801.

### Posteritat
- Es va casar en primeres noces el 16 d'octubre del 1776 a la catedral de Sant Joan Baptista de Perpinyà amb Joana de Ros i de Banyuls (1753-1798), amb capítols matrimonials del dia anterior amb el notari de Perpinyà Francesc Serra.
- Joana de Ros havia nascut a Perpinyà el 3 d'octubre del 1753, i fou batejada à la catedral de Sant Joan Batista el 23 de maig del 1754. Era filla de Joan-Baptista de Ros i de Margarit, quart comte de Sant Feliu, i de Maria de Banyuls de Montferrer i Forcades. Morí a Perpinyà el 10 de juny del 1798, el 22 de prairial de l'any VI. Llurs quatre fills moriren tots ben petits:

1. Rosalia (1777-1780)
2. Abdon-Melcior (1779-1780)
3. Jaume (1781-1786)
4. Ramon (1784-1786)

- Ramon-Antoni va conèixer la mort de la seva dona Joana, esdevinguda el 13 de maig del 1798 a Perpinyà quan ell era un reialista emigrat a Mallorca.
- Es va casar en segones noces a Perpinyà el 29 de juin del 1810 amb Marie-Thérèse Gand'Oward (Gandouard) de Magny.
- Marie-Thérèse Gand'Oward de Magny era nascuda a Perpinyà el 23 de setembre del 1771 i batejada a la catedral de Sant Joan Baptista el 25. Era filla d'Edme-Basile Gand'Oward de Magny, antic capità en el Regiment d'Artois d'Infanteria, cavaller de Sant Lluís, i de Maria Teresa de Gilles i Cremadells.
- Tingueren un fill, Ramon de Banyuls, sisè marquès de Montferrer (1811-1876), casat el 1856 amb Antoinette Dufay (1804-1861), i després el 1862 amb Blanche de Thonel d'Orgeix (1828-1881). Mort sense descendència el 1876 a Saint-Félix-de-Tournegat (Arieja), el títol de marquès va passar al seu nebot Enric de Banyuls de Montferrer, fill petit de Josep de Banyuls de Montferrer, de la branca menor establerta a Mayenne.